# Kåltajaure
Kåltajaure är en sjö i Gällivare kommun i Lappland och ingår i Luleälvens huvudavrinningsområde. Sjön har en area på 0,612 kvadratkilometer och ligger 508 meter över havet. Kåltajaure ligger i Sjaunja Natura 2000-område. Sjön avvattnas av vattendraget Kåltajåkka.

## Delavrinningsområde
Kåltajaure ingår i det delavrinningsområde (747785-166676) som SMHI kallar för Utloppet av Kåltajaure. Medelhöjden är 600 meter över havet och ytan är 6,4 kvadratkilometer. Räknas de 2 avrinningsområdena uppströms in blir den ackumulerade arean 17,94 kvadratkilometer. Kåltajåkka som avvattnar avrinningsområdet har biflödesordning 3, vilket innebär att vattnet flödar genom totalt 3 vattendrag innan det når havet efter 288 kilometer. Avrinningsområdet består mestadels av skog (50 procent) och kalfjäll (38 procent). Avrinningsområdet har 0,61 kvadratkilometer vattenytor vilket ger det en sjöprocent på 9,6 procent.